# Herrarnas höga hopp i simhopp vid olympiska sommarspelen 1988
Herrarnas höga hopp i de olympiska simhoppstävlingarna vid de olympiska sommarspelen 1988 hölls den 26-27 september i Seoul.

## Medaljörer
| Event              | Guld              | Silver        | Brons             |
| 10 meter höga hopp | Greg Louganis USA | Xiong Ni Kina | Jesús Mena Mexiko |

## Resultat
| Placering | Hoppare                   | Kval   | Kval      | Final            |
| Placering | Hoppare                   | Poäng  | Placering | Poäng            |
| --------- | ------------------------- | ------ | --------- | ---------------- |
| 1         | Greg Louganis (USA)       | 617,67 | 1         | 638,61           |
| 2         | Xiong Ni (CHN)            | 601,50 | 2         | 637,47           |
| 3         | Jesús Mena (MEX)          | 523,50 | 9         | 594,39           |
| 4         | Georgj Tjogovadze (URS)   | 540,90 | 7         | 585,96           |
| 5         | Jan Hempel (GDR)          | 558,03 | 5         | 583,77           |
| 6         | Li Kongzheng (CHN)        | 578,31 | 3         | 543,81           |
| 7         | Steffen Haage (GDR)       | 529,68 | 8         | 541,02           |
| 8         | Vladimir Timosjinin (URS) | 570,75 | 4         | 534,66           |
| 9         | Jorge Mondragón (MEX)     | 518,52 | 11        | 511,89           |
| 10        | Isao Yamagishi (JPN)      | 517,80 | 12        | 500,70           |
| 11        | David Bédard (CAN)        | 524,10 | 10        | 499,53           |
| 12        | Patrick Jeffrey (USA)     | 553,89 | 6         | 483,54           |
| 13        | Albin Killat (FRG)        | 517,23 | 13        | Gick inte vidare |
| 14        | Keita Kaneto (JPN)        | 497,04 | 14        | Gick inte vidare |
| 15        | Robert Morgan (GBR)       | 489,27 | 15        | Gick inte vidare |
| 16        | Domenico Rinaldi (ITA)    | 476,01 | 16        | Gick inte vidare |
| 17        | Oscar Bertone (ITA)       | 471,24 | 17        | Gick inte vidare |
| 18        | Craig Rogerson (AUS)      | 469,47 | 18        | Gick inte vidare |
| 19        | Graeme Banks (AUS)        | 462,87 | 19        | Gick inte vidare |
| 20        | Jeffrey Hirst (CAN)       | 453,99 | 20        | Gick inte vidare |
| 21        | Jeffrey Arbon (GBR)       | 450,18 | 21        | Gick inte vidare |
| 22        | Willi Meyer (FRG)         | 449,07 | 22        | Gick inte vidare |
| 23        | Frédéric Pierre (FRA)     | 437,01 | 23        | Gick inte vidare |
| 24        | Tom Lemaire (BEL)         | 433,68 | 24        | Gick inte vidare |
| 25        | Emilio Ratia (ESP)        | 425,73 | 25        | Gick inte vidare |
| 26        | Lee Sun-gee (KOR)         | 420,45 | 26        | Gick inte vidare |